# Faux Apollon du Louristan
Archon bostanchii
 (avril 2019).
Espèce
Le Faux Apollon du Louristan (Archon bostanchii) est une espèce de lépidoptères (papillons) de la famille des Papilionidae et de la sous-famille des Parnassiinae.

## Systématique
L'espèce Archon bostanchii a été décrite par Josef De Freina et Alireza Naderi en 2003, initialement en tant qu'Archon apollinaris bostanchii, avant d'être élevée au rang d'espèce par Carbonell et Michel en 2007.

## Étymologie
Le Faux Apollon du Louristan doit son nom à la province d'Iran où il réside.

## Description
Le Faux Apollon du Louristan est un papillon de petite taille au dessus ocre très clair avec deux taches noires qui barrent les antérieures et une bordure de petits ocelles rouges et bleus près de la marge des ailes postérieures.
Principaux caractères discriminants : tête noire surmontée d’un fin liséré brun foncé, partie inférieure des palpes labiaux gris, la partie terminale de l’abdomen est de couleur blanc cassé ; aux ailes postérieures, le mâle ne présente pas de tache discoïdale ; la suffusion basale sombre déborde amplement dans la cellule, et la bordure grise marginale est deux à trois fois plus large que celle d’Archon apollinaris.

## Biologie
Elle est très proche de celle d’Archon apollinaris.

### Phénologie
Sa période de vol s'étend de fin mars à mi-avril, une seule génération très courte.

### Plantes hôtes
Sa plante hôte est une aristoloche endémique, Aristolochia olivieri.

## Distribution
Son aire de répartition est localisée au nord-est du Golfe Persique en Iran, dans la province du Louristan.